# Wehrmacht

Quân kỳ và là cờ hiệu của Kriegsmarine

Wehrmacht (nghe)ⓘ (tiếng Đức: Lực lượng Quốc Phòng) là tên thống nhất của các lực lượng vũ trang quân đội Đức Quốc xã từ năm 1935 đến năm 1945. Wehrmacht bao gồm Heer (lục quân), Kriegsmarine (hải quân) và Luftwaffe (không quân). Đây là lượng chiến đấu chính của Đức trong Chiến tranh thế giới thứ hai, được đánh giá là một trong những lực lượng quân đội hùng mạnh nhất thế giới vào thời điểm này.
Lực lượng Waffen-SS (tạm dịch tiếng Việt: Lực lượng Vũ trang SS), gồm thành viên vũ trang Đảng Quốc xã Đức, cũng trở thành một phần của Wehrmacht, tăng cường từ 3 trung đoàn đến 38 sư đoàn năm 1945.